# Малые Кармакулы
Ма́лые Кармаку́лы — полярная станция на острове Южный в архипелаге Новая Земля (Архангельская область, Россия) на побережье Залива Моллера. Самая старая действующая полярная станция России. Это первая в России и вторая в мире метеостанция, где выполняются регулярные метеонаблюдения.

## История
Становище Малые Кармакулы было создано в 1877 году. В следующем году в Малые Кармакулы прибыла экспедиция гидрографа Е. А. Тягина, которая построила здесь спасательную станцию и провела гидрометеорологические наблюдения. С 1 сентября 1882 г. по 3 сентября 1883 г. по программе Первого международного полярного года в Малых Кармакулах проводятся непрерывные наблюдения по метеорологии и земному магнетизму. Работами полярной станции руководил гидрограф, лейтенант К. П. Андреев. В июле 1896 года в Малых Кармакулах была открыта метеорологическая станция. В 1905 году становище посетил начинающий художник и писатель Степан Писахов.
В 2022 году ученые Федерального исследовательского центра комплексного изучения Арктики совместно с коллегами из Геологического института РАН впервые установили стационарную сейсмическую станцию на Новой Земле. Сейсмостанция установлена в районе аэрологической станции «Малые Кармакулы».

## Климат
| Показатель                    | Янв.  | Фев.  | Март  | Апр.  | Май   | Июнь | Июль | Авг. | Сен. | Окт.  | Нояб. | Дек.  | Год  |
| ----------------------------- | ----- | ----- | ----- | ----- | ----- | ---- | ---- | ---- | ---- | ----- | ----- | ----- | ---- |
| Абсолютный максимум, °C       | 2,6   | 1,7   | 2     | 7,8   | 17,6  | 22,2 | 28,3 | 23,8 | 16,5 | 9,7   | 4,5   | 2,5   | 28,3 |
| Средний суточный максимум, °C | −10,9 | −11,5 | −9,1  | −6,7  | −1,4  | 4,9  | 10,3 | 9    | 5,5  | −0,1  | −4,8  | −8,1  | −1,9 |
| Средняя температура, °C       | −14,1 | −14,7 | −12,2 | −9,9  | −3,7  | 2,5  | 7,3  | 6,8  | 3,7  | −1,8  | −7,1  | −11,1 | −4,5 |
| Средний суточный минимум, °C  | −17,3 | −17,9 | −15,2 | −13   | −5,8  | 0,7  | 5,1  | 4,9  | 2,1  | −4    | −9,9  | −14,1 | −7   |
| Абсолютный минимум, °C        | −36   | −37,4 | −40   | −29,9 | −25,9 | −9,6 | −2,8 | −1,7 | −9,9 | −21,1 | −29,1 | −36,2 | −40  |
| Норма осадков, мм             | 30    | 25    | 24    | 20    | 15    | 23   | 35   | 31   | 39   | 35    | 23    | 33    | 333  |
| Источник: Погода и климат     |       |       |       |       |       |      |      |      |      |       |       |       |      |